# Резня в Чукнагаре
Резня в Чукнагаре (бенг. চুকনগর হত্যাকান্ড) — эпизод войны за независимость Бангладеш, произошедший 20 мая 1971 года в городе Чукнагаре, в ходе которого пакистанские военнослужащие совершили военные преступления против бенгальского населения города. Один из крупнейших актов массовых убийств в ходе войны. По разным оценкам, были убиты от 8 до 10 тысяч мирных жителей, большинство из них были мужчины, но также было убито неизвестное количество женщин и детей.

## Резня
Чукнагар — небольшой город недалеко от Кхулны, вблизи от граници с Индией. После начала войны многие мирные жители бежали из Кхулны и Багерхата в Чукнагар. Они пересекли реку Бходра и прибыл в Чукнагар, рассчитывая пересечь границу с Индией по дороге Сатхира. К 15 мая 1971 года большое количество беженцев из соседних населенных пунктов собрались в городе, когда стали нарастать слухи о готовящейся пакистанской атаке. 20 мая, около 10:00, группа из 10-30 пакистанских военнослужащих, оснащенных полуавтоматическими винтовками и пулеметом, высадились на окраине города из трех транспортов. Они сконцентрировались к западу от рынка Чукнагара, откуда открыли огонь по бенгальским беженцам, продвигаясь вглубь города до 15:00.
Многие жители утонули, прыгая в реку в тщетной попытке избежать гибели. Местные жители, в основном мусульмане, позже сбрасывали трупы убитых в реку.
Ныне в городе установлен мемориал в память тех, кто погиб в резне. Он называется Chuknagar Shohid Smritishoudho, или «Мемориал мученикам Чукнагара».